# Kraagsperwer
De kraagsperwer (Microspizias collaris synoniem: Accipiter collaris) is een roofvogel uit de familie van de havikachtigen (Accipitridae). 

## Verspreiding en leefgebied
Deze soort komt voor in het noordwesten van Zuid-Amerika.

## Status
De grootte van de populatie is in 2018 geschat op 10-20 duizend volwassen vogels. Op de Rode lijst van de IUCN heeft deze soort de status niet bedreigd.